# Dichonia viridistriga
Dichonia viridistriga är en fjärilsart som beskrevs av Hans Rebel. Dichonia viridistriga ingår i släktet Dichonia och familjen nattflyn. Inga underarter finns listade i Catalogue of Life.